# پلو جوجه هاینانس
پلو جوجه هاینانس یک غذای مرغ آب‌پز و برنج است که با سس فلفل و معمولاً با تزئین خیار سرو می‌شود. این خوراک توسط مهاجران از هاینان در جنوب چین ایجاد شد و از غذای مرغ هاینانس ونچانگ اقتباس شد. این یکی از غذاهای ملی سنگاپور در نظر گرفته می‌شود و بیشتر با غذاهای سنگاپور مرتبط است. این غذا همچنین در سرتاسر آسیای جنوب شرقی، به ویژه اندونزی و مالزی یک غذای اصلی آشپزی است.

## تاریخ
پلو جوجه هاینانس یک غذای اقتباس شده از مهاجران اولیه چینی است که در اصل از استان هاینان در جنوب چین تهیه شده‌اند. این غذا بر اساس یک غذای معروف هاینانس به نام مرغ ونچانگ (文昌雞) ساخته شده‌است که یکی از چهار غذای مهم هاینان مربوط به سلسله کین است. هاینانس در چین به‌طور سنتی از نژاد خاصی مرغ به نام ونچانگ برای تهیه این غذا استفاده می‌کرد. غذای اصلی توسط جمعیت چینی هاینانی خارج از کشور در منطقه نانیانگ (آسیای جنوب شرقی کنونی) اقتباس شده‌است.

### در سنگاپور
در سنگاپور، این غذا از صرفه جویی به وجود آمد، که توسط مهاجران طبقه خدمتکار که سعی داشتند طعم مرغ را افزایش دهند، ایجاد شد.

### بحث بر سر منشأ
در بحثی که به دهه‌ها قبل از سال ۱۹۶۵ بازمی‌گردد، زمانی که دو کشور از هم جدا شدند، مالزی و سنگاپور هر دو ادعای اختراع این خوراک را داشتند.
در سال ۲۰۰۹، وزیر گردشگری وقت مالزی، نگ ین ین، گفت که پلو جوجه هاینانسبه طور منحصر به فرد مالزیایی است و توسط کشورهای دیگر ربوده شده‌است". وی بعداً توضیح داد که در مورد قصدش برای ثبت اختراع غذاها به اشتباه از او نقل قول شده‌است و اینکه مطالعه ای در مورد منشأ غذاها انجام خواهد شد و اگر به اشتباه ادعا شود عذرخواهی خواهد شد.
در سال ۲۰۱۸، وزیر دارایی مالزی، لیم گوان انج، به شوخی گفت که سنگاپور ادعا کرده‌است که "پلو جوجه هاینانس مال آنهاست (و اگر مراقب نباشیم، " چار کوای تئو " روزی مال آنها خواهد شد.
این بحث به عنوان نمونه ای از معده گرایی توصیف شده‌است.

## بازخورد

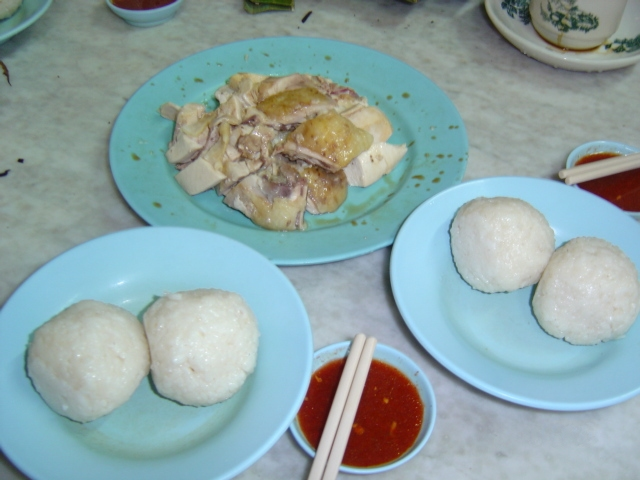
'گلوله‌های برنج مرغ'، گونه ای مالزیایی از پلو مرغ، در موار، جوهور، مالزی

کاترین لینگ از سی‌ان‌ان پلو جوجه هاینانس را یکی از «۴۰ غذای سنگاپوری که بدون آن نمی‌توانیم زندگی کنیم» نامید. این غذا در سال ۲۰۱۸ توسط CNN به عنوان یکی از ۵۰ خوراک برتر جهان معرفی شد. دیوید فارلی از بی‌بی‌سی آن را «the dish worth the 15-hour flight» خواند و گفت: «به‌طور فریبنده‌ای ساده است – که خوب است، زیرا روی کاغذ به‌شدت خسته‌کننده به نظر می‌رسد». Saveur آن را «یکی از محبوب‌ترین صادرات آشپزی آسیای جنوب شرقی» نامید.

## انواع

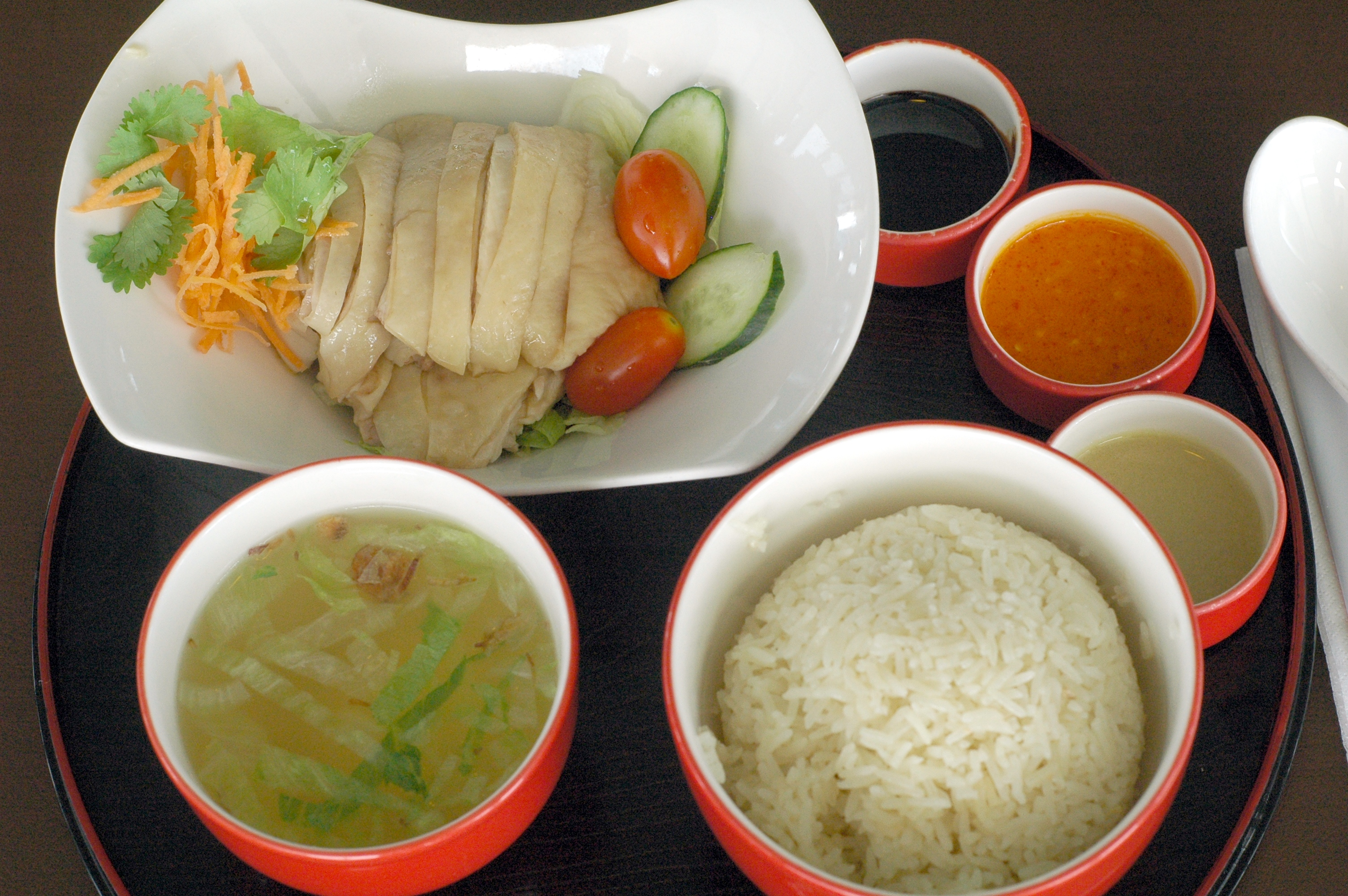
پلو جوجه هاینانس در Chatterbox, Meritus Mandarin سنگاپور

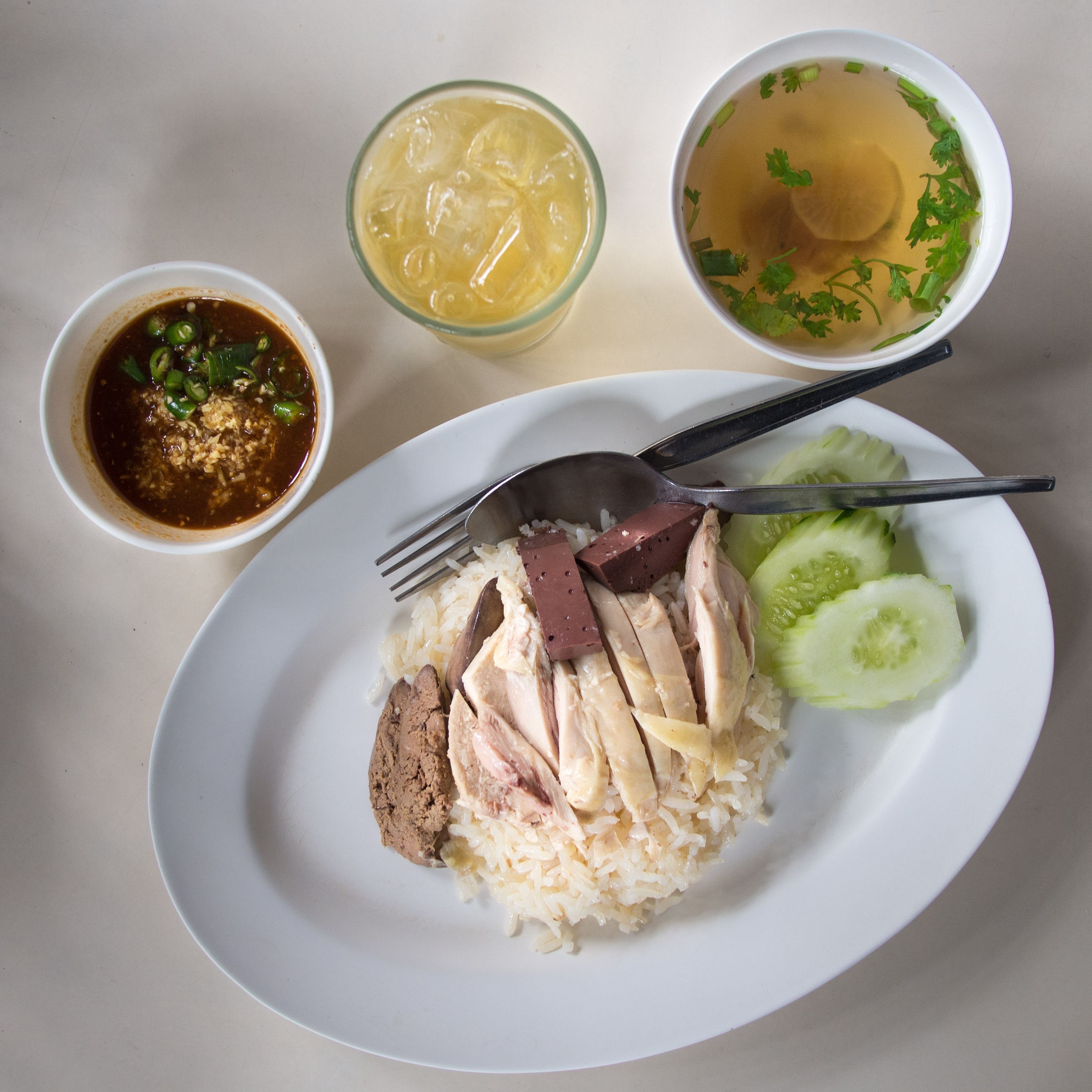
Khao man kai، یک نوع تایلندی برنج مرغ هاینانس

### مالزی
در مالزی، nasi ayam (به معنای واقعی کلمه «پلو جوجه» در زبان مالایی) «یک غذای اصلی آشپزی» و یک غذای خیابانی محبوب به ویژه در ایپوه، مرکز مهاجرت هاینانی است.
اصطلاح عمومی ناسی ایام می‌تواند به انواع مختلفی از جمله مرغ سوخاری و سرخ شده اشاره داشته باشد، می‌توان آن را با انواع سس‌ها از جمله باربیکیو و با انواع مخلفات از جمله برنج بخارپز به جای برنج روغنی چاشنی شده، سوپ، سرو شود. یا کله پاچه مرغ سرو کرد.
در مالاکا و موار، برنج به جای کاسه به شکل توپ سرو می‌شود. این غذا معمولاً به عنوان توپک برنج مرغ شناخته می‌شود. برنج بخارپز شده به شکل گوی‌هایی به اندازه توپ گلف در می‌آید و در کنار مرغ خرد شده سرو می‌شود.

### سنگاپور
مرغ مطابق با روش‌های سنتی هاینانس تهیه می‌شود که شامل تنگاب‌پزی کردن کل مرغ در دمای زیر جوش برای پختن و تولید آب است. مرغ را پس از پختن در یخ فرو می‌برند تا پوستی ژله‌مانند ایجاد شود و برای خشک شدن آویزان می‌شود.
تنه از چربی گرفته شده و مقداری از چربی و مایع آن به همراه زنجبیل، سیر و برگ‌های پاندان در پخت برنج استفاده می‌شود و برنجی روغنی و خوش طعم تولید می‌کند که گاهی به آن برنج روغنی می‌گویند. در سنگاپور مهم‌ترین قسمت مرغ نیست، بلکه برنج است.

### تایلند
پلو جوجه هاینانس یک غذای رایج در تایلند است که به آن khao man kai می‌گویند (تایلندی: ข้าวมันไก่) در لغت به معنای برنج روغنی مرغ است. جوجه‌هایی که در تایلند برای این غذا استفاده می‌شوند معمولاً جوجه‌های آزاد از نژادهای محلی هستند که در نتیجه بافت لاغرتر و خوشمزه‌تری دارند. با این حال، گوشت مرغ از مزارع مرغداری در مقیاس بزرگ به‌طور فزاینده ای مورد استفاده قرار می‌گیرد. Khao man kai با چاشنی خیار و گاهی اوقات توفو با خون مرغ و گشنیز تازه، همراه با یک کاسه نام سوپ، یک آبگوشت مرغ شفاف که اغلب حاوی دایکون برش‌شده است، سرو می‌شود.